# Одноэтажная Америка
«Одноэтажная Америка» — книга в жанре путевого очерка, написанная Ильёй Ильфом и Евгением Петровым в конце 1935 и в течение 1936 года. Книга издана в 1937 году в Советском Союзе. После 1947 года, в связи с началом кампании по борьбе с низкопоклонством перед Западом и антиамериканским вектором советской внешней политики, книгу изъяли из общественного доступа и поместили в спецхран.

## Сюжет
Четверо (оба автора и супружеская пара Адамс из Нью-Йорка) на приобретённом новеньком автомобиле Ford «благородного мышиного цвета» пересекли Америку от Атлантики до Тихого океана и обратно в течение двух месяцев (конец 1935 года — начало 1936 года).
На страницах книги авторы:

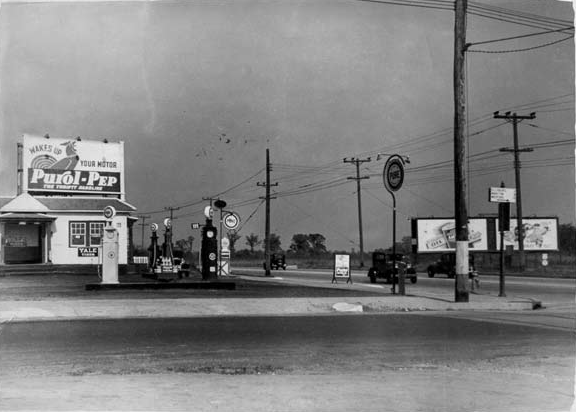
«Эту картинку хотелось бы подписать так: „Вот это и есть Америка!“» (фото И. Ильфа)

- Глубоко и подробно раскрывают обычную жизнь американцев того времени;
- Знакомят читателя со многими американскими знаменитостями: Эрнестом Хемингуэем, Генри Фордом, Джоном Морганом-младшим, Альбертом Рисом Вильямсом, Фрэнсисом Таунсендом, Джозефом Стеффенсом, Бетт Дейвис и др.;
- Описывают многие города и городки Америки: Нью-Йорк, Чикаго, Канзас-Сити, Оклахома-Сити, Лас-Вегас, Сан-Франциско, Лос-Анджелес, Сан-Диего, Эль-Пасо, Сан-Антонио, Новый Орлеан и столицу США — Вашингтон;
- Посещают индейский вигвам и мексиканскую деревню;
- Периодически встречаются с русскими эмигрантами, в том числе с молоканами в Сан-Франциско;
- Рассказывают о некоторых национальных видах спорта: родео, реслинге, американском футболе и мексиканской корриде;
- Поднимаются на крышу «Эмпайр-стейт-билдинга» в Нью-Йорке и опускаются глубоко под землю в пещеры Карлсбада;
- Подробно описывают уникальное американское изобретение — «электрический стул» тюрьмы Синг-Синг и создание электрической лампочки и фонографа Эдисоном;
- Представляют красивейшие пейзажи Америки, находящиеся в прериях, горах, национальных парках и даже в пустынях;
- Посещают Белый Дом, где состоялась беседа президента США Рузвельта с репортёрами;
- Подробно рассказывают о производстве фильмов в Голливуде.

Неоднократно критикуются такие неприглядные черты, как стандартизация жизни, интеллектуальная пассивность американцев, особенно молодёжи, доверчивость. В то же время авторы восхищаются американскими дорогами и превосходным сервисом, умением работать, чистотой и чёткой организацией в быту и на производстве.
Из «Одноэтажной Америки» советский читатель впервые узнал о паблисити, жизни в кредит и идеологии потребления (глава «Электрический домик мистера Рипли»).

## История создания
В сентябре 1935 года корреспонденты газеты «Правда» Ильф и Петров выехали в Соединённые Штаты Америки. В те времена президентом США был Франклин Рузвельт, много сделавший для сближения между США и СССР. Это позволило авторам беспрепятственно передвигаться по стране и близко познакомиться с жизнью разных слоёв американского общества.
В Америке Ильф и Петров прожили три с половиной месяца. За это время они дважды пересекли страну из конца в конец. Возвратившись в начале февраля 1936 года в Москву, Ильф и Петров сообщили в беседе с корреспондентом «Литературной газеты», что будут писать книгу об Америке.
Фактически работа над «Одноэтажной Америкой» началась ещё в США. Очерк «Нормандия», открывающий книгу, написан вскоре после приезда в Америку. Под заголовком «Дорога в Нью-Йорк» он с незначительными сокращениями появился в «Правде» 24 ноября 1935 года. Во время пребывания писателей в Америке «Правда» также напечатала их очерк «Американские встречи» (5 января 1936 года), который в книге заключает 25-ю главу «Пустыня». Евгений Петров писал: «Двадцать глав написал Ильф, двадцать глав написал я, и семь глав мы написали вместе, по старому способу».
Первые краткие заметки о поездке Ильф и Петров опубликовали в 1936 году в журнале «Огонёк» под названием «Американские фотографии». Текст сопровождали около 150 американских фотоснимков Ильфа, которые запечатлели облик страны и портреты людей, с которыми писатели познакомились в Америке.
«Одноэтажная Америка» была написана довольно быстро — в летние месяцы 1936 года. Пока писалась книга, «Правда» опубликовала из неё ещё пять очерков:
- 18 июня — «Путешествие в страну буржуазной демократии»;
- 4 июля — «Нью-Йорк»;
- 12 июля — «Электрические джентльмены»;
- 5 сентября — «Славный город Голливуд»;
- 18 октября — «В Кармеле».

В 1936 году путевые очерки «Одноэтажная Америка» впервые опубликованы в журнале «Знамя». В 1937 году они вышли отдельным изданием в «Роман-газете», в Гослитиздате и в издательстве «Советский писатель». В том же году книга была переиздана в Иванове, Хабаровске, Смоленске.
Американские впечатления были использованы авторами в фельетоне «Часы и люди» (1937 год):
После фордовского завода в Дирборне, где техника поработила и раздавила людей, где рабочие, прикованные к станкам и конвейерам, кажутся людьми глубоко несчастными, мы словно попали на другую планету. Мы увидели молодых рабочих, здоровых и весёлых, увлечённых своей работой, дисциплинированных, дружелюбно настроенных к своим руководителям. Мы, конечно, и раньше знали об этой разнице, но как-то отвлечённо. А сейчас, под свежим ещё впечатлением виденного в Америке, этот контраст восхищал, вселял непререкаемую уверенность в том, что всё преодолеем, что всё будет хорошо и что не может быть иначе.

## Герои и прототипы
Характер героя мистера Адамса почти полностью определяется его репликами:
— О нет, джентльмены, не говорите так! О но, но! Мне больно, когда вы говорите, что у вас не хватит времени на посещение Калифорнийского университета! … Вы просто не поймёте современной Америки, если не побываете в Хьюстоне. … Да, да, запишите это в свои блокноты, джентльмены!
Под фамилией Адамс в книге выведены инженер фирмы «General Electric» Соломон Абрамович Трон (1872—1969), сыгравший немаловажную роль в электрификации СССР, и его супруга Флоренс Трон (англ. Florence Wagner Trone).
Мы познакомились с Троном на одной из моих публичных лекций о Советском Союзе. Потом, в тридцатом году, мы встретились в Москве. Он уже успел поработать на Днепрострое, в Сталинграде и Челябинске. Вместе с ним в Москве был его сын от первого брака, тоже инженер-электрик.

Трон был точно таким, каким он нарисован в «Одноэтажной Америке». Перед второй мировой войной, начало которой, как вы, наверное, помните из книжки, он предсказал с ошибкой всего на один лишь год, этот непоседа успел побывать и поработать в Китае, Индии и Швейцарии.

Последний раз мы встречались с ним уже в конце войны. Он собирался переехать из Нью-Йорка в Янгстаун, что в штате Огайо, к родственникам жены, выведенной в «Одноэтажной Америке» под именем Бекки. … Он уже был довольно больным человеком, старость давала себя знать, но в душе он оставался все тем же «мистером Адамсом» — энергичным, любознательным, интереснейшим собеседником.В. А. Яхонтов
Познакомившись с рукописью «Одноэтажной Америки», С. А. Трон шутливо заявил, что отныне они с женой «готовы жить под именем Адамсов». Трон упоминался в конфиденциальных отчётах Госдепартамента США как «сильный советский поклонник». В 1953 году он был лишен американского паспорта во время борьбы с коммунистической угрозой, проводимой сенатором Маккарти.
Дочь Тронов Саша (р. 1933), часто упоминаемая в книге как «беби», впоследствии училась в Швейцарии.

## Переиздания
В советское время книга переиздавалась в 1947, 1961 и 1966 годах, но в этих изданиях её текст был подвергнут политической цензуре. Так, из текста исчезли упоминания Сталина и других политических фигур. Особенно большому количеству правок текст подвергся при публикации в «Собрании сочинений» Ильфа и Петрова в 1961 году. Например, из текста исчезло сочувственное упоминание переезда Чарльза Линдберга из Америки в Европу после похищения и убийства его сына, что, вероятно, было связано с последовавшим сотрудничеством Линдберга с нацистами.
В 2003 году была опубликована новая, восстановленная по первоисточнику, редакция книги, включающая также неиздававшиеся ранее материалы из личного архива Александры Ильиничны Ильф (дочери И. Ильфа). В ней впервые опубликованы письма, которые Ильф посылал жене и дочери по ходу путешествия, и фотографии, сделанные им в США. Вместе с письмами Петрова они представляют собой своеобразный дневник путешествия и естественным образом дополняют книгу.
В 2000-е годы в нескольких американских университетах с успехом прошли выставки «американских фотографий» Ильфа, а в Нью-Йорке опубликован перевод «огоньковской» публикации 1936 года, с многочисленными ильфовскими снимками.

## Переводы
«Одноэтажная Америка» неоднократно издавалась на болгарском (болг. Едноетажна Америка), английском, испанском (исп. La América de una planta), чешском (чеш. Amerika bez poschodí), сербском (серб. Једноспратна Америка), румынском (рум. America fără etaje), французском (фр. L'Amérique de plain-pied), итальянском (итал. L'America ad un piano) и других языках.
В США «Одноэтажная Америка» впервые была издана в 1937 году, уже после смерти Ильфа, в издательстве Farrar & Rinehart под названием Little Golden America (Маленькая золотая Америка). Это название было придумано издателем, несмотря на протест автора — Евгения Петрова и переводчика Чарльза Маламута (англ. Charles Malamuth). По мнению издателя, такое название должно было напомнить читателям о предыдущей книге Ильфа и Петрова «Золотой телёнок», ранее изданной в США под названием «The Little Golden Calf».
«Одноэтажная Америка» имела успех у американских читателей и вызвала множество откликов в столичной и провинциальной печати. Вот некоторые из них:
Эта книга должна быть отмечена, как весьма значительное произведение. Американцы и Америка много выиграли бы, если бы поразмыслили над этими наблюдениями.Allentown Morning Call
Немногие из наших иностранных гостей удалялись на такое расстояние от Бродвея и центральных улиц Чикаго; немногие могли рассказать о своих впечатлениях с такой живостью и юмором.New York Herald Tribune
Вот книга, которую американцы должны читать и обдумывать. Мы не имеем права злобствовать и бушевать при виде нарисованной картины. Может быть, мы её действительно напоминаем.Saturday Review of Literature
Это одна из лучших книг, написанных об Америке иностранцами. Приятное, но подчас беспокойное занятие — вновь открывать Америку, глядя глазами авторов этой книги.News Courier, North Carolina
Ни на одну минуту авторы не дали себя одурачить. Рядом с центральными улицами они видели трущобы, они видели нищету рядом с роскошью, неудовлетворенность жизнью, всюду прорывавшуюся наружу.New Masses

## Последователи
- Ещё до Ильфа и Петрова в 1925 году из Киля в Америку вышел пароход Совторгфлота «Вацлав Воровский». Семь месяцев продолжалось его странствование по Америке. Добраницкий Казимир, находясь на борту описал путешествие в книге «В Америку и обратно».
- В 1947 году в США проводился Всеамериканский конгресс в защиту мира. В нём принимал участие член редколлегии журнала «Знамя» Петр Павленко, который впоследствии в 1949 году издал очерки под названием «Американские впечатления», выдержанные в официозном духе «холодной войны». Книга впоследствии неоднократно редактировалась самим автором.
- В 1955 году писатель Б. Полевой в составе делегации советских журналистов совершил поездку по США. Путевые записки, созданные во время этого путешествия, легли в основу книги «Американские дневники»[18]. По признанию автора, отношение к советским журналистам в США изменилось в худшую сторону и, хотя делегация ехала почти по следам Ильфа и Петрова, многие стороны американской жизни они были лишены возможности увидеть.
- Вместе с Полевым в одной делегации путешествовал советский журналист, публицист, главный редактор газет «Комсомольская правда» (1957—1959) и «Известия» (1959—1964), зять Никиты Хрущёва Алексей Аджубей, который также описал свои впечатления в книге «Серебряная кошка» или путешествие по Америке. В книге присутствует резкая критика капиталистического строя Америки.
- В 1960 году увидела свет книга советского писателя Ивана Шухова «Дни и ночи Америки». Шухов путешествовал по Соединённым Штатам в составе делегации советских литераторов в 1959 году.
- В 1962 году вышла книга журналиста Б. Буркова «Америка осталась одноэтажной. Записки журналиста».
- В 1969 году журналисты газеты «Правда» Б. Стрельников и И. Шатуновский повторили маршрут Ильфа и Петрова с целью сравнить, насколько изменились США за прошедшую треть века. Результатом поездки стала книга «Америка справа и слева»[12].
- Ещё одна книга об Америке 60-х годов от советских авторов, которые наблюдали её сами во время поездки по стране, о её социальных проблемах и контрастах — это «18000 километров по Соединённым Штатам Америки», авторы Овденко Александр и Овденко Лидия. Книга вышла в 1972 году. Книгу отличает описание северо-западных штатов, таких как Монтана, Вайоминг, Айдахо.
- В 1975 году вышла книга Б. Стрельникова и В. Пескова об их путешествии по США «Земля за океаном»[19], сюжет которой схож с книгой 1969 года. Однако освещение жизни в США в ней явно более благожелательное («эпоха разрядки напряжённости»), и иллюстрации-карикатуры заменены фотоснимками В. Пескова.
- Летом 2006 года российские журналист Владимир Познер и телеведущий Иван Ургант осуществили поездку в США по следам Ильфа и Петрова. В феврале 2008 года на российском ТВ состоялась премьера их фильма «Одноэтажная Америка», который представил обычную жизнь современной Америки. В 2008 году также увидела свет их книга «Одноэтажная Америка».[20]